# Musicbox
Musicbox (Eigenschreibweise musicbox) war der erste deutsche Musiksender im Fernsehen. Gestartet wurde 1984, zuerst im Kabelpilotprojekt und danach als bundesweiter Fernsehkanal. 1988 wurde die Station in Tele 5 umgewandelt.

## Geschichte
Musicbox sendete ein 24-Stunden-Programm mit Videoclips und Musiksendungen. Standort des Senders war die Schellingstraße in München. Musicbox startete am 1. Januar 1984 neben Sat.1 (ehemals PKS), dem ZDF-Musikkanal und weiteren Sendern als erster deutscher Musiksender im Kabelpilotprojekt Ludwigshafen und war ausschließlich dort zu empfangen. Gegründet wurde Musicbox von Wolfgang Fischer, Programmdirektor war Jochen Kröhne. Das Programm wurde später bundesweit per Kabel und Satellit verbreitet (Intelsat), in München zeitweise sogar über Antenne. Senderstandort war der Blutenburg Turm, welcher das Programm auf Kanal 59 ausstrahlte. Von dort wurde auch der damalige Sender Kanal 4 ausgestrahlt.
Die Sendungen hatten einen hohen redaktionellen Informationsanteil, es gab zu fast jeder populären Musikrichtung eine eigene Sendung. Anfangs erstreckte sich die tägliche Sendezeit von 8:00 bis 24:00 Uhr, die dann später auf ein 24-Stunden-Programm ausgeweitet wurde. Während tagsüber moderierte Musikmagazine dominierten, wurden nachts oft Videos nonstop oder Wiederholungen der Sendungen vom Tag gesendet.
Geldgeber für den Sender war anfangs der Kölner Zeitungsverlag DuMont; er stieg 1985 aus dem Privatsender aus. Fischer verhandelte mit der Sat.1-Gruppe rund um Leo Kirch um eine Übernahme, die Verhandlungen scheiterten allerdings. Stattdessen beteiligte sich die Tele München Gruppe an der Musicbox und sicherte ihr wirtschaftliches Überleben.
1988 wurde aufgrund von Veränderungen in der Gesellschafterstruktur der Musiksender in das Vollprogramm Tele 5 umgewandelt. Der italienische Medienmogul Silvio Berlusconi hatte sich mit einem 45-Prozent-Anteil in die Produktionsgesellschaft eingekauft. Am 11. Januar 1988 erfolgte mit der von Werner Schulze-Erdel moderierten Livesendung Tschau musicbox – Hallo Tele 5 um 0:00 Uhr der Namenswechsel in Tele 5. Aber auch bei Tele 5 spielte die Musik in der Anfangszeit noch eine große Rolle. Einige Sendungen und Moderatoren von Musicbox wurden in das Tele-5-Programm übernommen. Musicbox-Gründer Wolfgang Fischer wurde mit 10 Prozent an Tele 5 beteiligt, die weiteren Anteile an Tele 5 gehörten Silvio Berlusconi und Herbert Kloiber mit jeweils 45 Prozent.
Die ehemalige Musikredaktion hatte sich nach der Umwandlung in Tele 5 selbständig gemacht. Es wurde die Produktionsfirma MME Me, Myself & Eye Entertainment gegründet, die das komplette Musikvideoarchiv übernommen hat. MME produziert bis heute verschiedene Musik- und Unterhaltungssendungen für fast alle bekannten deutschen Fernsehsender. Der in den 1990er-Jahren gegründete Musiksender VH-1 wurde ebenfalls mit ehemaligen Musicbox-Videos beliefert.

## Ehemalige Musicbox-Moderatoren
- Werner Schulze-Erdel
- Mike Carl
- Babette Einstmann
- Goofy Förster
- Fred Kogel
- Daniel Kovac
- Susanne Reimann
- Christian „Che“ Eckert
- Annette Hopfenmüller
- Judith Stein
- Al Munteanu
- Sabine Thomas
- Stefanie Tücking
- Sven Thanheiser
- Britta Stölzle
- Mansha Friedrich

## Stars bei Musicbox
Nahezu alle namhaften deutschen Musiker der 1980er-Jahre waren Gast in den Musicbox-Studios, in denen auch Musikvideos gedreht wurden. So spielt der Clip Ich lieb dich überhaupt nicht mehr von Udo Lindenberg direkt im Sendergebäude. Man sieht im Video die Musicbox-Logos und die Senderegie hat eine spezielle Rolle bekommen.